# Dorothy Gould
Dorothy Gould (15 de enero de 1910-26 de julio de 2000) fue una actriz de vodevil y cine de la ciudad de Nueva York.

## Actriz de teatro
Gould participó en una producción financiada por Alice Pike Barney en el Theater Mart de Hollywood, California, en mayo de 1926. La obra, Transgressor, fue escrita por Barney. Gould interpretó el papel de Vergie, la chica americana. Otros actores del reparto eran Ruth Stonehouse y Ben Alexander. La comedia trataba de la vida en París, Francia, en particular de los acontecimientos en la vida de una chica americana que se encontraba allí.
En abril de 1929, Gould apareció en Legitimate Lovers, una obra escrita por Alice y Natalie Barney. El tema, una comedia, trata de la Sra. Mucks de Chicago, Illinois. Interpretada por Gould, Mucks se divorcia de su marido para poder casarse con un autor ya casado, Horace Littlefield. Un crítico elogió las dotes interpretativas de Gould, diciendo que casi se lleva la función.

## Actriz de cine
Gould apareció en dos películas. Interpretó a Ann Talbot en un estreno de Universal Pictures titulado The Charlatan (1929). La película estaba protagonizada por Holmes Herbert y Margaret Livingston. Su última película es Ladies in Love. De 1930, es una producción de la Chesterfield Motion Pictures Corporation protagonizada por Alice Day.